# زغبة لورينية
زغبة لورينية (الاسم العلمي: Graphiurus lorraineus) (بالإنجليزية: Lorraine’s African Dormouse)‏ هو نوع من الثدييات يتبع جنس الزغبة الأفريقية من فصيلة الزغبات.